# NGC 6469
NGC 6469 (другие обозначения — OCL 21, ESO 589-SC18) — рассеянное скопление в созвездии Стрелец.
Этот объект входит в число перечисленных в оригинальной редакции «Нового общего каталога».